# Actia nigriventris
Actia nigriventris är en tvåvingeart som beskrevs av Malloch 1935. Actia nigriventris ingår i släktet Actia och familjen parasitflugor. Inga underarter finns listade i Catalogue of Life.